# Julius Wolff (Jurist)

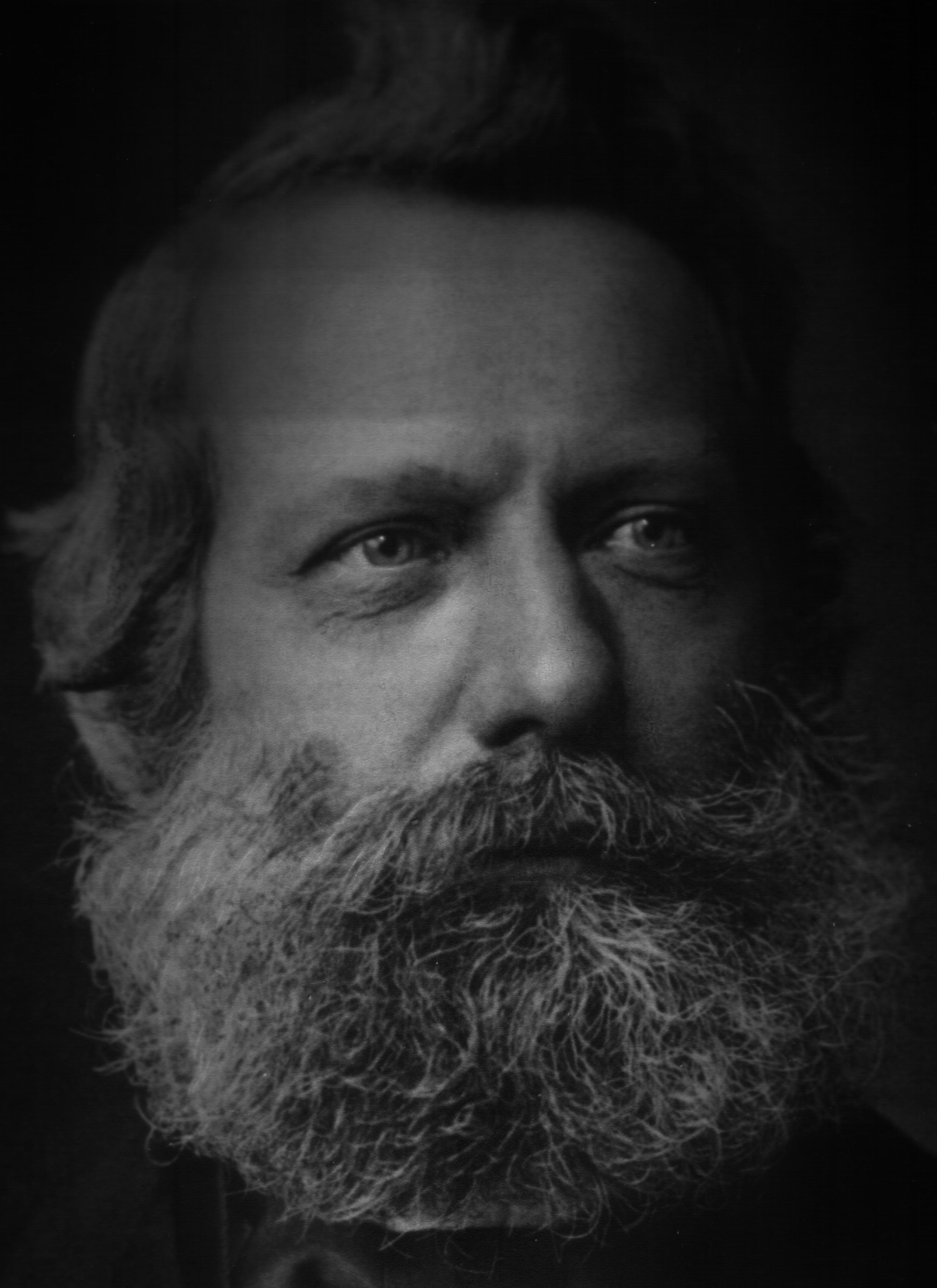
Julius Wolff (1828–1897) aus Marburg

Bernhard Julius Friedrich Wolff, Rufname Julius, (* 1. September 1828 in Marburg; † 25. Januar 1897 ebenda) war ein deutscher Jurist, Stiftungsverwalter, Vizebürgermeister von Marburg sowie Abgeordneter des Kommunallandtages Kassel und des Preußischen Abgeordnetenhauses.

## Leben

### Familie
Julius Wolff war der Sohn des Postsekretärs Ludwig Wolff und seiner Ehefrau Luise geb. Haase. Er war reformierter Konfession und verheiratet mit Maria geb. Theiß (* 8. März 1826 in Marburg; † 28. März 1876 ebenda).

### Berufliche und politische Laufbahn
Nach dem Fakultätsexamen an der Universität Marburg im März und der juristischen Staatsprüfung in Kassel im September 1851 wurde Julius Wolff Obergerichtsreferendar in Marburg. Am 11. Juni  1853 wurde er zum Dr. iur. promoviert und erhielt gleichzeitig die Venia legendi als Privatdozent für Rechtswissenschaft an der dortigen Universität; die Lehrverpflichtungen nahm er nur kurzzeitig wahr. Im selben Jahr wurde er zum Verwalter der seit 1611 bestehenden wohltätigen Dr. Wolff'schen Stiftung im nachmaligen Marburger Stadtteil Ockershausen bestellt. Es folgten die Zulassungen in Marburg als Obergerichtsanwalt im Jahr 1864 und – nach der Eingliederung Kurhessens in den preußischen Staat – im Jahr 1868 die Bestellung zum Notar. Im Jahr 1881 erhielt er den Ehrentitel Justizrat.
Wolff war als Nationalliberaler langjähriges Mitglied der Marburger städtischen Körperschaften; von 1868 bis 1873 hatte er das Amt des Vizebürgermeisters der Universitätsstadt inne. Er vertrat die Stadt im Kommunallandtag des Regierungsbezirks Kassel in der preußischen Provinz Hessen-Nassau von 1878 bis 1885. In einer Ersatzwahl löste er im Januar 1878 den freikonservativen Landrat des Kreises Marburg Wilhelm Hartmann Mayer als Abgeordneten im Preußischen Abgeordnetenhaus ab, der wegen juristischer Probleme sein Mandat aufgeben musste. Wolff hatte das Mandat bis zum Ende der 13. Legislaturperiode im Oktober 1879 inne.

### Sonstiges
Julius Wolff ist am 14. Januar 1859 in den Bund der Freimaurer aufgenommen worden. Im Jahr 1871 gehörte er zu den Wiederbegründern der Marburger Loge Marc Aurel zum flammenden Stern, deren Meister vom Stuhl er viele Jahre war.

## Weblink
- Wolff, Bernhard Julius Friedrich. Hessische Biografie.  In: Landesgeschichtliches Informationssystem Hessen (LAGIS).